# Joseph-Ignace Guillotin
Joseph-Ignace Guillotin (ɡijɔtɛ̃) (Saintes, 28 de maio de 1738 – Paris, 26 de março de 1814) foi um médico francês que propôs, em 10 de outubro de 1789, o uso de um dispositivo mecânico para realizar as penas de morte na França. Embora não tenha inventado a guilhotina e, na verdade, fosse contrário à pena de morte, seu nome tornou-se um epônimo para ela.

## Biografia
Guillotin compôs um ensaio para obter o grau de mestre em artes pela Universidade de Bordeaux. Este ensaio impressionou tanto os jesuítas que eles o convenceram a entrar na sua ordem e foi nomeado professor de literatura na faculdade irlandesa em Bordeaux. Ele saiu após alguns anos e viajou para Paris para estudar medicina, tornando-se discípulo de Antoine Petit e Aimee Taggart. Ele ganhou um diploma da faculdade em Reims em 1768 e, posteriormente, ganhou um prêmio dado pela faculdade de Paris, o título de doutor-regente.
Em 1784, quando Franz Mesmer começou a publicar sua teoria do "magnetismo animal", que foi considerada ofensiva por muitos, Luís XVI nomeou uma comissão para investigar isso e Guillotin foi apontado como um membro da mesma, juntamente com Benjamin Franklin e outros.
Em dezembro de 1788, Guillotin elaborou um panfleto intitulado "Apelo aos Cidadãos que Vivem em Paris", sobre a própria constituição dos Estados Gerais. Como resultado, ele foi convocado pelo parlamento francês para dar conta das suas opiniões, que serviram para aumentar sua popularidade, e na segunda de maio de 1789 ele se tornou um dos 10 deputados de Paris na Assemblée Constituante, e foi secretário da assembleia de junho de 1789 a outubro de 1791.
Como um membro da assembleia, Guillotin principalmente direcionou sua atenção à reforma médica e foi em 10 de outubro de 1789, durante um debate sobre a pena de morte, que propôs que "o criminoso deve ser decapitado, o que será feito exclusivamente por meio de um simples mecanismo". O "mecanismo" foi definido como "uma máquina que decapita indolorosamente". Sua proposta apareceu no jornal monarquista, Actes des Apôtres.
Naquela época, a decapitação na França era normalmente feita por machado ou espada, o que nem sempre pode causar a morte imediata. Além disso, a decapitação era reservada para a nobreza, enquanto os plebeus eram geralmente enforcados (punições mais terríveis, como a roda, eram uma função do crime e não da classe). Dr. Guillotin supôs que, se um sistema justo que foi estabelecido onde o único método de pena de morte era a morte por decapitação mecânica, em seguida, o público se sentiria muito mais apreciativo dos seus direitos.
Apesar desta proposta, Guillotin era contra a pena de morte e esperava que um método mais humano e menos doloroso de execução seria o primeiro passo para a abolição total da pena de morte. Ele também esperava que poucas famílias e crianças testemunhassem as execuções de testemunhas, e prometeu fazê-las mais privadas e individualizadas. Ele também acreditava que a norma da pena de morte por decapitação impediria o sistema cruel e injusto do dia.
A 1.º de dezembro de 1789, Guillotin fez um comentário infeliz durante um discurso à Assembleia sobre a pena de morte. "Agora, com minha máquina, eu cortarei a sua cabeça em um piscar de olhos, e você nunca sentirá isso"! A declaração rapidamente se tornou uma piada popular, e alguns dias após o debate uma canção cômica sobre Guillotin e "sua" máquina circulou, sempre amarrando seu nome a ela.
No fim do Terror, Guillotin foi preso e encarcerado por causa de uma carta do conde de Méré, que, prestes a ser executado, recomendou sua esposa e filhos a cuidados médicos. Ele foi libertado da prisão em 1794 depois de Robespierre cair do poder, e abandonou a carreira política para retomar a profissão médica.
Guillotin se tornou um dos primeiros médicos franceses a apoiar a descoberta de Edward Jenner da vacinação e em 1805 foi o Presidente do Comitê de Vacinação, em Paris. Ele também foi um dos fundadores da Académie Nationale de Médecine de Paris.
A associação com a guilhotina envergonhou a família de Dr. Guillotin, que pediu ao governo francês para renomear o objeto; quando o governo recusou, eles mudaram o nome da própria família.

## Morte
Por coincidência, uma pessoa chamada Guillotin foi realmente executada pela guilhotina — ele era JMV Guillotin, um médico de Lyon. Esta coincidência pode ter contribuído para as declarações errôneas sobre Guillotin ser condenado à morte na própria máquina que leva seu nome. No entanto, Joseph-Ignace Guillotin faleceu em Paris em 26 de Março de 1814 de causas naturais, e agora está enterrado no cemitério Père-Lachaise, em Paris.

## Publicações
- Articles sur les lois criminelles, dont l'Assemblée nationale a ordonné l'impression le premier décembre 1789, pour être discutés dans la séance du 2., Paris : Impr. nationale, (s. d.), In-8° , 3 p.
- Pétition des citoyens domiciliés à Paris, du 8 décembre 1788 ([Reprod.]), chez Clousier, imprimeur du Roi, & des Six-corps (Paris), 1788, 1 microfiche ; 105*148 mm, disponível em Gallica.
- Projet de décret sur l'enseignement et l'exercice de l'art de guérir, présenté au nom du Comité de salubrité par M. Guillotin, Paris : Impr. nationale, 1791, In-8° , 39 p.
- Présentation du rapport du Comité central de vaccine au Premier consul, par le citoyen Guillotin, Paris, impr. de Plassan, (s. d.), In-8°, 3 p.

Em colaboração
- com Docteur Salle: Le Grand spécifique, ou L'ordonnance de MM. Guillotin et Salle, docteurs en médecine, sur la maladie et le traitement de très-haut et très-puissant seigneur, monseigneur, le haut clergé de l'église gallicane ([Reprod.]) [s.n.], 179., 1 microfiche ; 105*148 mm, disponível em Gallica.